# Crvena Crkva
Crvena Crkva (cyr. Црвена Црква) – wieś w Serbii, w Wojwodinie, w okręgu południowobanackim, w gminie Bela Crkva. W 2011 roku liczyła 666 mieszkańców.